# Port lotniczy Cauquira
Port lotniczy Cauquira (hiszp. Aeropuerto de Cauquira; IATA: CDD) – port lotniczy zlokalizowany w honduraskim mieście Cauquira.